# Современное пятиборье на летних Олимпийских играх 1964
Соревнования по современному пятиборью на XVIII летних Олимпийских играх 1964 года проводились только среди мужчин с 11 по 15 октября. Впервые на Азиатском континенте состоялись Олимпийские игры, собравшие представителей 93 стран.
В Играх участвовали 37 пятиборцев из 15 стран. В командном первенстве в борьбе за медали приняли участие 11 команд (по 3 спортсмена).
Самый молодой участник: Эдуардо Флорес  Мексика - 20 лет, 22 дня.
Самый старший участник: Игорь Новиков СССР - 34 года, 358 дней.
Германия вновь представила объединённую делегацию ФРГ и ГДР. Сборная Советского Союза в том же составе, который был на чемпионате мира 1963 года. В венгерской команде, успешно выступившей на предолимпийском мировом форуме, на этот раз отсутствовали Иштван Мона и Андраш Бальцо, дисквалифицированные за дисциплинарные прегрешения, о которых Бальцо впоследствии вспоминал, как о самой большой глупости в своей жизни.
Многие европейские страны не сумели направить свои команды в Японию. Отсутствовали сильнейшие пятиборцы Швейцарии, Дании, Франции, Чехословакии, Румынии, Польши, но это обстоятельство не снизило накала, борьбы за олимпийские медали.
В Токио основными соперниками команды СССР считались прежде всего венгры, в меньшей мере - шведы, немцы, американцы и заставившие о себе говорить за последнее время австралийцы. В целом эти предположения оправдались, хотя и не полностью: в частности, были несколько преувеличены шансы венгров и преуменьшены возможности американцев. Но тут, очевидно, сыграли роль результаты чемпионата мира 1963 года, когда команда Венгрии была на голову выше остальных.
Любопытно, что из 37 участников Токийской олимпиады только 9 стартовали в Риме. Своеобразным рекордсменом был наш Игорь Новиков, начавший свой олимпийский путь ещё в Хельсинки и продолживший его в Мельбурне, Риме и Токио.

## Команда СССР
Советскую сборную представляли: Игорь Новиков  Армянская ССР Ереван, Альберт Мокеев  Москва, Виктор Минеев  Азербайджанская ССР Баку и запасной Валерий Пичужкин  Украинская ССР Киев. Старший тренер - Чувилин Олег Игнатьевич.
Очень остро стоял вопрос кого ставить в команду Минеева или Пичужкина. По мнению капитана команды Игоря Новикова, ставить нужно было Пичужкина, который был сильнее Минеева в беге. Но в итоге после долгих совещаний на тренерском совете было принято решение о включении Виктора Минеева в основной состав команды. В итоге это решение оказалось правильным, Минеев занял 5 место в личном первенстве и помог команде завоевать золотые олимпийские медали.

## Верховая езда
11 октября 1964 года.
Соревнования начались с конного кросса в 9 часов утра в парке Асака. Трасса кросса протяженностью 1500 метров состояла из 10 конкурных барьеров с падающими жердями и 10 неподвижных препятствий полевого типа. 
Маршрут проходил по малопересеченной, почти открытой местности и был прекрасно подготовлен. По общему мнению, препятствия не отличались сложностью. Лошади, предоставленные участникам, были ровными по своим качествам и прошли хорошую специальную подготовку на трассе. 
Десять всадников преодолели дистанцию без ошибок и набрали максимальную сумму - 1100 очков; одиннадцать, имея по одному повалу, потеряли по 30 очков; ещё десять получили по 1040 очков и лишь пять всадников вынуждены были довольствоваться оценками ниже 1000 очков. Таких превосходных результатов не было не только на олимпийских играх, но и ни на одном первенстве мира.
Советские пятиборцы заняли ... последнее место. Наши проиграли победителям: австрийцам - только 220 очков, а венграм, занявшим восьмое место, и того меньше - 100.
1. Австрия, 2. Мексика, 3. Швеция, 4. США, 5. Япония, 6. Австралия. Венгерская сборная с суммой 3150 очков занимала 8-е место, советская с суммой 3050 очков—11-е.
- Верховая езда. Личное первенство.

| Место | Спортсмен   | Страна  | Время  | Очки |
| ----- | ----------- | ------- | ------ | ---- |
| 1.    | Э. Флорес   | Мексика | 2.39,6 | 1100 |
| 2.    | Р. Трост    | Австрия | 2.49,6 | 1100 |
| 3.    | Б. Янссон   | Швеция  | 2.58,6 | 1100 |
| 4.    | А. Глоффка  | Чили    | 3.03,5 | 1100 |
| 5.    | У. Birnbaum | Австрия | 3.08,8 | 1100 |
| 6.    | Д. Кирквуд  | США     | 3.13,7 | 1100 |
| 24.   | В. Минеев   | СССР    | 2.54,5 | 1040 |
| 26.   | И. Новиков  | СССР    | 2.59,9 | 1040 |
| 33.   | А. Мокеев   | США     | 2.54,4 | 970  |

- Верховая езда. Командное первенство.

| Место | Страна         | Очки  |
| ----- | -------------- | ----- |
| 1.    | Австрия        | 3 240 |
| 2.    | Мексика        | 3 240 |
| 3.    | Швеция         | 3 240 |
| 4.    | США            | 3 240 |
| 5.    | Австралия      | 3 210 |
| 6.    | Япония         | 3 210 |
| 7.    | Великобритания | 3 150 |
| 8.    | Венгрия        | 3 150 |
| 9.    | Германия       | 3 130 |
| 10.   | Финляндия      | 3 120 |
| 11.   | СССР           | 3 050 |

## Фехтование
12 октября 1964 года. Университет "Васеда".
Старт «фехтовальному марафону» был дан в зале университета Васеда на шести дорожках. Каждый участник должен был провести по 36 боев. Фехтование - единственный вид, в котором пятиборец завоевывает очки в единоборстве, то есть отнимая их непосредственно у своего соперника. Чем меньше боев придется провести, тем «дороже» стоимость каждой победы.
В фехтовании особенно выделялись венгры, которые смелыми действиями, активно используя слабые места противника, одерживали победу за победой. Решающим был последний тур, в котором встретились советские и венгерские пятиборцы. Все понимали, что от исхода этой дуэли зависит во многом судьба личного первенства.
Бой между Тереком и Новиковым длился 3 минуты. За это время оба не смогли нанести решающий укол и получили по поражению. Терека это вполне устраивало, а Новикову очень осложняло дальнейшую борьбу за олимпийское золото. Нужна была победа над Тереком и А. Мокееву, но он не смог реализовать благоприятные моменты и проиграл. Поражение, по сути дела, лишило его всяких надежд на золотую медаль. Первое место с 27 победами занял Ф. Терек, он набрал наибольшее количество очков - 1000. В фехтовании венгерские спортсмены стали победителями.
Четырёхкратный чемпион мира И. Новиков набрал 856 очков, сумел с 26-го места после конного кросса перейти на 4-е и закрепиться в группе лидеров. В Минеев и А.Мокеев фехтовали хуже своего капитана, тем не менее и им удалось наверстать упущенное. Первый набрал 820 очков и переместился на 9-е место, второй—748, что поставило его на 19-е место по двум видам программы. Команда СССР заняла 3-е место.
В командном зачете после двух дней советские пятиборцы проигрывали венгерским 305 очков.
Ещё до начала соревнований было ясно, что хотя наши спортсмены и уступают венграм в конном кроссе и фехтовании, тем не менее превосходство в остальных трех видах давало гарантию победы в командном зачете даже при проигрыше после первых двух дней 400 очков. Более того, по предварительным подсчетам уже после стрельбы команда СССР должна была почти вплотную приблизиться к соперникам.
- Личное первенство.

| Место | Спортсмен    | Страна  | Победы/Поражения | Очки |
| ----- | ------------ | ------- | ---------------- | ---- |
| 1.    | Ф. Терек     | Венгрия | 27/9             | 1000 |
| 2.    | И. Надь      | Венгрия | 24/12            | 892  |
| 3.    | Р. Трост     | Австрия | 24/12            | 892  |
| 4.    | И. Новиков   | СССР    | 23/13            | 856  |
| 5.    | А. Оттавиани | Италия  | 23/13            | 856  |
| 6.    | В. Минеев    | СССР    | 22/14            | 820  |
| 14.   | А. Мокеев    | СССР    | 20/16            | 748  |

- Положение после двух видов. Личное первенство.

| Место | Спортсмен     | Страна         | Очки  |
| ----- | ------------- | -------------- | ----- |
| 1.    | Ф. Терек      | Венгрия        | 2 070 |
| 2.    | Р. Трост      | Австрия        | 1 992 |
| 3.    | И. Надь       | Венгрия        | 1 992 |
| 4.    | Игорь Новиков | СССР           | 1 896 |
| 5.    | П. Пеши       | США            | 1 890 |
| 6.    | Р. Фелпс      | Великобритания | 1 890 |
| 8.    | В. Минеев     | СССР           | 1 860 |
| 19.   | А. Мокеев     | СССР           | 1 718 |

## Стрельба
13 октября 1964 года. Стрельбище Асака.
В первой смене дуэлянтами были И. Новиков и И. Надь. Первая серия у обоих отличная. У Новикова - 50, у Надя - 49. Но выдержит ли наш ветеран до конца? Ведь в Риме его подвела именно вторая серия.
Последний, пятый, выстрел. Теперь остается только ждать. Судья подходит к мишени Новикова, всматривается в неё. Плавно поднимается указка, она повернута красной стороной к нам, зрителям: 10. Снова 10, ещё и ещё раз, потом 9. Прекрасно! Теперь посмотрим, что у Надя только 47. Дальше оба стреляют одинаково; третья серия по 48, четвёртая по 49. В итоге у Новикова 196 очков - отличный результат. Имре Надь показал - 193 очка.
Теперь на огневом рубеже Минеев и Ф. Терек. На последних прикидках Виктор стрелял точнее всех, и сейчас прицел не изменяет ему - три серии по 49. Если ему удастся выбить 50, то он отыграет у Терека 80 очков, но не выдерживает - 46 очков. В сумме столько же, сколько у венгра результат 193 очка.
Наконец, последняя смена. Дуэль между Альбертом Мокеевым и младшим братом Ференца Терека - Отто.
Альберт не раз показывал в стрельбе высокие результаты. Отто же подготовлен слабее своих товарищей по команде, а рядом с таким грозным соперником чувствует себя совсем нервозно. Из 200 возможных Альберт теряет только 2 очка и показывает великолепный результат - 198. На Олимпийских играх ещё никому не удавалось добиться такой точности.
А у Отто Терека дела совсем плохи. Во второй серии на втором показе мишени он не успевает нажать курок и стреляет уже вдогонку, когда мишени повернулись ребром. Пытаясь исправить положение, он в следующем показе производит два выстрела. Но это грубейшее нарушение правил, и венгра штрафуют на 402 очка.
После стрельбы советские пятиборцы вышли на первое место по сумме трех видов, опередив недавних лидеров на 352 очка. Команда США тоже оказалась впереди венгров с разрывом в 22 очка.
 Результаты. Личное первенство. 
| Место | Спортсмен   | Страна    | Результат | Очки |
| ----- | ----------- | --------- | --------- | ---- |
| 1.    | А. Мокеев   | СССР      | 198       | 1060 |
| 2.    | И. Новиков  | СССР      | 196       | 1020 |
| 3.    | П. Макен    | Австралия | 196       | 1020 |
| 4.    | У. Адлер    | Германия  | 196       | 1020 |
| 5.    | С. Учино    | Италия    | 196       | 1020 |
| 6.    | У. Фукутоми | Япония    | 196       | 1020 |
| 9.    | В. Минеев   | СССР      | 193       | 960  |

- Положение после трех видов. Личное первенство.

| Место | Спортсмен   | Страна    | Очки  |
| ----- | ----------- | --------- | ----- |
| 1.    | Ф. Терек    | Венгрия   | 3 030 |
| 2.    | И. Новиков  | СССР      | 2 916 |
| 3.    | И. Надь     | Венгрия   | 2 892 |
| 4.    | В. Минеев   | СССР      | 2 820 |
| 5.    | Д. Кирквуд  | США       | 2 804 |
| 6.    | U. Birnbaum | Австрия   | 2 788 |
| 7.    | В. Мокеев   | СССР      | 2 778 |
| 8.    | П. Макен    | Австралия | 2 730 |

- Положение после трех видов. Командное первенство.

| Место | Страна    | Очки  |
| ----- | --------- | ----- |
| 1.    | СССР      | 8 475 |
| 2.    | США       | 8 142 |
| 3.    | Венгрия   | 8 120 |
| 4.    | Австрия   | 7 977 |
| 5.    | Финляндия | 7 901 |
| 6.    | Австралия | 7 860 |
| 7.    | Швеция    | 7 757 |
| 8.    | Германия  | 7 659 |

## Плавание
14 октября 1964 года.
Дистанция 300м. Вольный стиль. 50 метровый бассейн "Джимнезиум". 
В 14 часов 30 минут начались соревнования по плаванию. Лучший результат дня был у Янссона - 3.45,2.
В первом заплыве жребий свел лидеров турнира Ф. Тёрёка, В. Мокеева и англичанина Р. Фокса. Два последних уже со старта отрываются от соперников, Терек отстает после первого поворота. Фокс финиширует за 3.49,5с, Мокеев, показав своё лучшее время 3.51,0с., проигрывает англичанину полторы секунды, Терек на финише пятый - 4.08,3с.
Следующий заплыв выигрывает Минеев - 3.50,1с. Для него это средний результат. Очевидно, сказалось напряжение первых трех дней.
Наконец на старте последняя восьмерка участников, среди которых Игорь Новиков. Наш прославленный пятиборец сделал почти невозможное: установив личный рекорд, он проплыл дистанцию за 3 минуты 49,5 секунды и выиграл у Терека 95 очков. Теперь ему нужно было пробежать на 7 секунд быстрее венгра, чтобы стать олимпийским чемпионом.
Венгерские пятиборцы не смогли оправиться от поражения в стрельбе и проиграли нам ещё 265 очков, а американцам - 30.
В личном зачете после четырёх дней борьбы на первом месте оставался Ф. Терек, за ним следовал И. Новиков, затем В. Минеев, И. Надь, А. Мокеев и австралиец П. Маккен.
- Результаты. Личное первенство.

| Место | Спортсмен     | Страна         | Результат | Очки |
| ----- | ------------- | -------------- | --------- | ---- |
| 1.    | Б. Янсон      | Швеция         | 3.45,3    | 1075 |
| 2.    | Р. Джунефельт | Швеция         | 3.46,2    | 1070 |
| 3.    | H. Liljenwall | Швеция         | 3.49,2    | 1055 |
| 4.    | И. Новиков    | СССР           | 3.49,5    | 1055 |
| 5.    | Д. Фокс       | Великобритания | 3.49,5    | 1055 |
| 6.    | В. Минеев     | СССР           | 3.50,1    | 1050 |
| 7.    | В. Мокеев     | СССР           | 3.51,0    | 1045 |
| 8.    | П. Макен      | Австралия      | 3.53,1    | 935  |
| 9.    | К. Ванхала    | Финляндия      | 3.53,9    | 935  |
| 10.   | J. Wilson     | Бразилия       | 3.55,9    | 925  |
| 23.   | Ф. Терек      | Венгрия        | 4.08,3    | 960  |
| 28.   | И. Надь       | СССР           | 4.12,7    | 940  |

- Положение после 4 видов видов. Личное первенство.

| Место | Спортсмен  | Страна    | Очки  |
| ----- | ---------- | --------- | ----- |
| 1.    | Ф. Терек   | Венгрия   | 3 990 |
| 2.    | И. Новиков | СССР      | 3 971 |
| 3.    | В. Минеев  | СССР      | 3 870 |
| 4.    | И. Надь    | СССР      | 3 832 |
| 5.    | А. Мокеев  | СССР      | 3 823 |
| 6.    | П. Макен   | Австралия | 3 725 |
| 7.    | Д. Криквуд | США       | 3 749 |
| 8.    | К. Ванхала | Австралия | 3 719 |

- Положение после 4 видов видов. Командное первенство.

| Место | Страна         | Очки   |
| ----- | -------------- | ------ |
| 1.    | СССР           | 11 625 |
| 2.    | США            | 11 057 |
| 3.    | Венгрия        | 11 005 |
| 4.    | Швеция         | 10 957 |
| 5.    | Австралия      | 10 850 |
| 6.    | Финляндия      | 10 786 |
| 7.    | Германия       | 10 614 |
| 8.    | Австрия        | 10 522 |
| 9.    | Япония         | 10 459 |
| 10.   | Великобритания | 10 368 |
| 11.   | Мексика        | 9 026  |

## Бег
15 октября 1964 года.
Территория Токийского университета, Bunkyo, Токио. Дистанция 4000 м. Кросс по пересеченной местности.
Последний день соревнований оказался самым трудным. Сплошные короткие подъемы и спуски, ни одного длинного участка.  
Альберт Мокеев показывает лучшее время 13.48,0. Минеев, опережавший Надя по итогам четырёх дней, проигрывает не только ему, но и австралийцу Маккену, заканчивая дистанцию за 14.52,4 и получая на 8 очков меньше венгра и 84 очка меньше австралийца.
Все специалисты и журналисты гадали отыграет ли Игорь Новиков у Ференца Терека 7 сек., которые их разделяли, так как на чемпионате мира 1963 года Новиков выиграл у Терека 30 сек. С большими усилиями преодолевает дистанцию Ф.Тёрёк, на финише он буквально валится с ног, его результат - 14.18,7. Все зависело от того, как пробежит Новиков. Финиширует Новиков - 14.28,4. К сожалению советских спортсменов и тренеров Новиков проиграл Тереку 9 сек. 
Победителем Токийской олимпиады и вторым олимпийским чемпионом Венгрии по пятиборью в личном зачете стал Ференц Терек. Ветеран советской сборной, участник четырёх олимпиад, четырёхкратный чемпион мира Игорь Новиков завоевал серебряную медаль.
В личном зачете А.Мокеев получил бронзовую награду, благодаря великолепному результату в беге. 
В командном первенстве команда СССР завоевала золотые медали, серебро у команды США и бронзовые награды получили пятиборцы Венгрии.
 Результаты. Личное первенство.
| Место | Спортсмен     | Страна         | Результат | Очки |
| ----- | ------------- | -------------- | --------- | ---- |
| 1.    | А. Мокеев     | СССР           | 13:48.0   | 1216 |
| 2.    | Д. Мур        | США            | 13.55,0   | 1195 |
| 3.    | П. Макен      | Австралия      | 14.16,6   | 1135 |
| 4.    | Д. Фокс       | Великобритания | 14.17,2   | 1129 |
| 5.    | Ф. Терек      | Венгрия        | 14.18,7   | 1126 |
| 6.    | И. Новиков    | СССР           | 14.28,4   | 1096 |
| 7.    | Y. Fukutome   | Япония         | 14.29,1   | 1093 |
| 8.    | А. Оттавиани  | Италия         | 14.30,8   | 1090 |
| 9.    | H. Liljenwall | Швеция         | 14.38,6   | 1066 |
| 10.   | Бо Янссон     | Швеция         | 14.41,8   | 1057 |
| 11.   | И. Надь       | Венгрия        | 14.46,8   | 1042 |
| 12.   | Й. Хотанен    | Финляндия      | 14.49,8   | 1033 |
| 13.   | W. GÃ¶dicke   | Германия       | 14.50,2   | 1030 |
| 14.   | У. Адлер      | Германия       | 14.51,2   | 1027 |
| 15.   | В. Минеев     | СССР           | 14.52,4   | 1024 |

 Результаты. Командное первенство.
| Место | Страна         | Очки  |
| ----- | -------------- | ----- |
| 1.    | СССР           | 3 336 |
| 2.    | Венгрия        | 3 168 |
| 3.    | США            | 3 132 |
| 4.    | Швеция         | 3 099 |
| 5.    | Германия       | 2 985 |
| 6.    | Япония         | 2 943 |
| 7.    | Австралия      | 2 853 |
| 8.    | Великобритания | 2 784 |
| 9.    | Финляндия      | 2 754 |
| 10.   | Мексика        | 2 520 |
| 11.   | Австрия        | 2 091 |

## Результаты

### Личное первенство. Победитель и призеры.
| Вид               | Золото               | Серебро            | Бронза              |
| ----------------- | -------------------- | ------------------ | ------------------- |
| Личное первенство | Ференц Тёрёк Венгрия | Игорь Новиков СССР | Альберт Мокеев СССР |

- Итоговые результаты.

| Место | Имя            | Страна    | Конный спорт | Фехтование | Стрельба очки/результат | Плавание 300м очки/результат | Кросс 4 км очки/результат | Сумма |
| ----- | -------------- | --------- | ------------ | ---------- | ----------------------- | ---------------------------- | ------------------------- | ----- |
| 1     | Ференц Тёрёк   | Венгрия   | 1070         | 1000       | 960/193                 | 960/4.08,3                   | 1126/14.18,7              | 5116  |
| 2     | Игорь Новиков  | СССР      | 1040         | 856        | 1020/196                | 1055/3.49,5                  | 1096/14:28.4              | 5067  |
| 3     | Альберт Мокеев | СССР      | 970          | 748        | 1060/198                | 1045/3:51.0                  | 1216/13:48.0              | 5039  |
| 4     | Питер Макен    | Австралия | 1070         | 640        | 1020 (196)              | 1035 (3:53.1)                | 1132 (14:16.6)            | 4897  |
| 5     | Виктор Минеев  | СССР      | 1040         | 820        | 960 (193)               | 1050 (3.50,1)                | 1024 (14:52.4)            | 4894  |
| 6     | Джеймс Мур     | США       | 1070         | 676        | 960 (193)               | 990 (4:02.4)                 | 1195 (13:55.0)            | 4891  |
| 7     | Имре Надь      | Венгрия   | 1040         | 892        | 960 (193)               | 940 (4:12.7)                 | 1042 (14:46.8)            | 4874  |
| 8     | Берман Янссон  | Швеция    | 1100         | 748        | 780 (184)               | 1075 (3:45.2)                | 1057 (14:41.8)            | 4760  |
| 9     | Дейв Кирквуд   | США       | 1100         | 784        | 920 (191)               | 945 (4:11.5)                 | 973 (15:09.7)             | 4722  |
| 10    | Рольф Junefelt | Швеция    | 1100         | 568        | 960 (193)               | 1070 (3:46.2)                | 976 (15:08.2)             | 4674  |

### Командное первенство
| Вид                  | Золото                                                | Серебро                                      | Бронза                                          |
| -------------------- | ----------------------------------------------------- | -------------------------------------------- | ----------------------------------------------- |
| Командное первенство | СССР · Альберт Мокеев · Игорь Новиков · Виктор Минеев | США · Джеймс Мур · Дэвид Кирквуд · Пол Пести | Венгрия · Ференц Тёрёк · Имре Надь · Отто Тёрёк |

| Место | Страна         | Очки   |
| ----- | -------------- | ------ |
| 1.    | СССР           | 14 961 |
| 2.    | США            | 14 189 |
| 3.    | Венгрия        | 14 173 |
| 4.    | Швеция         | 14 056 |
| 5.    | Австралия      | 13 703 |
| 6.    | Германия       | 13 599 |
| 7.    | Финляндия      | 13 540 |
| 8.    | Япония         | 13 402 |
| 9.    | Великобритания | 13 152 |
| 10.   | Австрия        | 12 613 |
| 11.   | Мексика        | 11 546 |

### Общий медальный зачёт
| Место | Страна  | Золото | Серебро | Бронза | Всего |
| ----- | ------- | ------ | ------- | ------ | ----- |
| 1     | СССР    | 1      | 1       | 1      | 3     |
| 2     | Венгрия | 1      | 0       | 1      | 2     |
| 3     | США     | 0      | 1       | 0      | 1     |